# Bonfol
Bonfol és un municipi del cantó del Jura situat al districte de Porrentruy. L'antic nom alemany del municipi era Pumpfel.

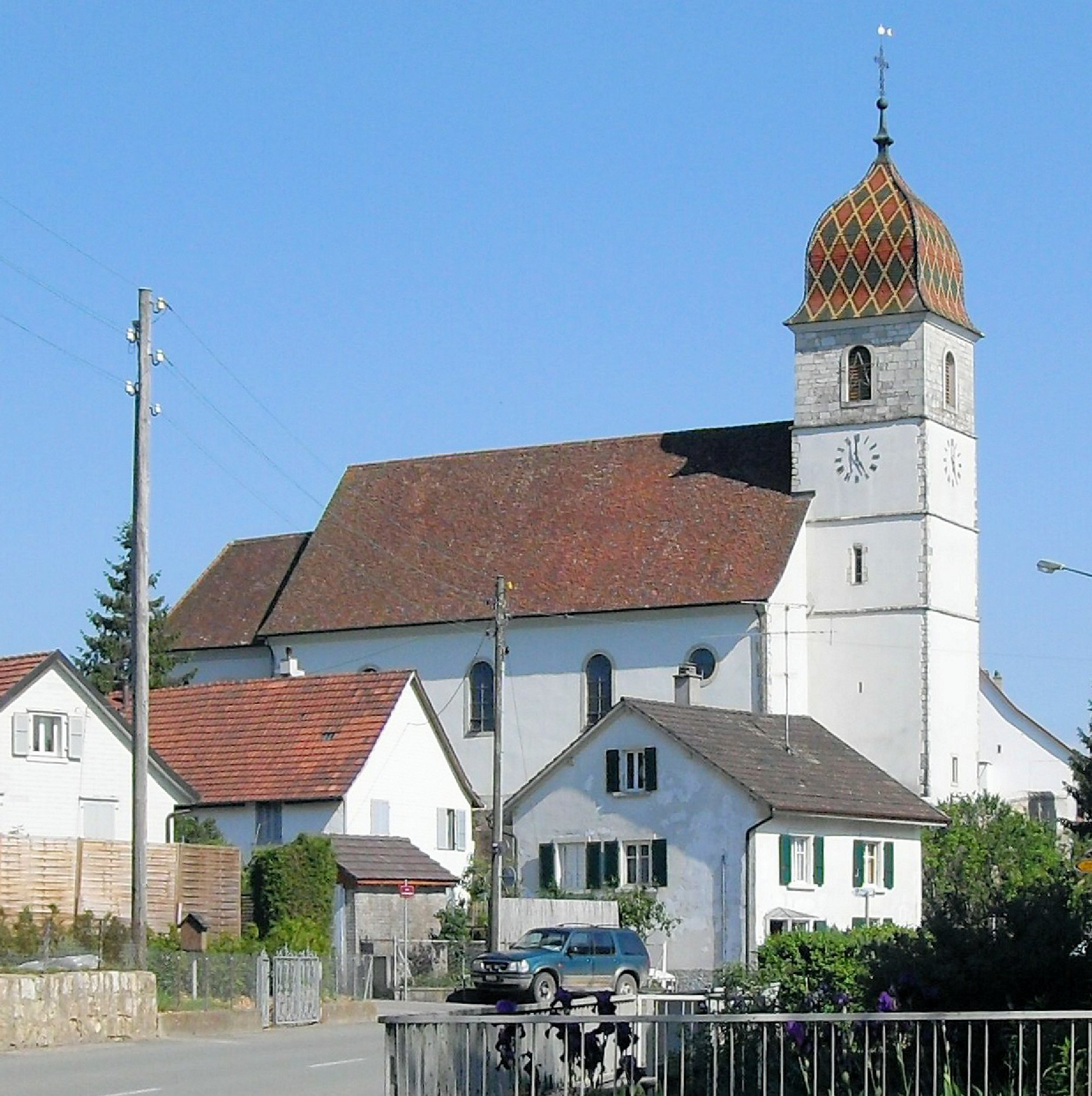
Església de Sant Llorenç